# Ian Atkins
Ian Leslie Atkins (* 16. Januar 1957 in Birmingham) ist ein ehemaliger englischer Fußballspieler und -trainer. Variabel einsetzbar, aber zumeist als Innenverteidiger oder im Mittelfeld auflaufend, war er Mitte der 1980er-Jahre beim AFC Sunderland sowie für jeweils kurze Zeit beim FC Everton und Ipswich Town in der höchsten englischen Spielklasse aktiv. Ab 1990 wechselte er sukzessive ins Trainerfach, betreute dabei zumeist unterklassige Profiteams und hatte sein nachhaltigstes, fast fünf Jahre andauerndes Engagement bei Northampton Town.

## Sportlicher Werdegang

### Spielerkarriere
Atkins’ aktive Laufbahn begann 1973 in der Nachwuchsabteilung von Shrewsbury Town und als der Viertligist in der Saison 1974/75 in die nächsthöhere Third Division aufstieg, wurde er im Januar 1975 mit dem ersten Profivertrag ausgestattet. Als zumeist zentraler Abwehr- und Mittelfeldspieler war er unter Trainern wie Alan Durban und Richie Barker dann ab der Saison 1975/76 fixer Bestandteil einer Mannschaft, die dem Klub 1979 die erste Teilnahme an der zweithöchsten Spielklasse in der Vereinsgeschichte bereitete. In den anschließenden drei Jahren empfahl sich Atkins mit insgesamt 118 Ligaauftritten in drei Zweitligaspielzeiten – und in der letzten Saison 1981/82 gleichsam mit 17 Toren sowie dem Einzug ins Viertelfinale des FA Cups – für höhere Aufgaben und wechselte vor Beginn der Saison 1982/83 in die First Division zum AFC Sunderland.
In Sunderland traf Atkins auf seinen Ex-Trainer Durban und obwohl dieser nach einem Jahr Platz machte für seinen Nachfolger Len Ashurst waren auch unter diesem seine Darbietungen derart konstant zufriedenstellend, dass er im Herbst 1984 – trotz einer zuvor viermonatigen Pause, die nach der operativen Entfernung einer Zyste im Knie notwendig geworden war – zum mit vielen Nationalspielern gespickten amtierenden Pokalsieger FC Everton. In der Mannschaft von Howard Kendall blieb er jedoch während seines nicht einmal einjährigen Aufenthalts nur Ergänzungsspieler. Neben sechs Auftritten in der Meistersaison 1984/85, die nicht für den offiziellen Erhalt einer Medaille ausreichten, trug er mit zwei Einwechslungen in Pokalspielen wenig zum Erreichen des FA-Cup-Finals und zum Gewinn des Europapokals der Pokalsieger bei – im zuletzt genannten Wettbewerb stand er im Viertelfinalrückspiel gegen Fortuna Sittard (2:0) für kurze Zeit auf dem Platz. Nach nur einem weiteren Pflichtspiel zu Beginn der anschließenden Saison 1985/86 zog Atkins bereits im September 1985 weiter zu dem um den Klassenerhalt kämpfenden Erstligakonkurrenten Ipswich Town.
In Ipswich war Atkins als Innenverteidiger wieder Stammspieler einer Mannschaft, die sich im Frühjahr 1986 mittels Abstieg in die zweite Liga verabschiedete. Es folgte ein verpasster Wiederaufstieg im Anschluss an eine Play-off-Halbfinalniederlage gegen Charlton Athletic – zuvor hatte Atkins 40 Ligapartien absolviert – und eine weitere Zweitligasaison 1987/88, in der Atkins mit Ausnahme einer Serie von neun Ligaeinsätzen ab dem Jahreswechsel mehr ins zweite Glied zurückfiel. Noch vor Ende der Runde heuerte er dann im März 1988 in seiner Heimat bei Birmingham City an. In seiner Heimatstadt verhalf er den „Blues“ in den restlichen Begegnungen noch zum Klassenverbleib in der zweiten Liga. In den beiden folgenden Jahren konnte er dann aber mit 85 Ligaeinsätzen nicht verhindern, dass der Verein zunächst abstieg und danach die Playoff-Spiele für den anvisierten Wiederaufstieg knapp nicht erreichte. Sukzessive wechselte Atkins dann ins Trainerfach, wobei er aber bis 1994 noch weiter selber für Colchester United, Cambridge United die Doncaster Rovers sowie erneut Birmingham City und den AFC Sunderland auf dem Platz stand.

### Trainerlaufbahn
Atkins’ Karriere als Cheftrainer begann in der Saison 1990/91 bei Colchester United. Als Spielertrainer erreichte er mit der Mannschaft, die zuvor aus der vierten Liga in die Football Conference abgestiegen war, den zweiten Platz. Damit verfehlte er jedoch das anvisierte Ziel des Wiederaufstiegs – dieser gelang erst im Jahr darauf unter seinem Nachfolger Roy McDonough – und assistierte daraufhin Terry Cooper bei Birmingham City. Nach dem Aufstieg mit den „Blues“ in die zweite Liga 1992 folgten weitere Engagements beim Zweitligisten Cambridge United (ab Dezember 1992) und später kurze Zeit bei den viertklassigen Doncaster Rovers, wobei er in Cambridge als Tabellenvorletzter in die dritte Liga abstieg und in Doncaster seine aktive Laufbahn beendete.
Seine ersten zählbaren Erfolge gelangen ihm dann als Trainer von Northampton Town. Nachdem er im Januar 1995 dort seine Cheftrainertätigkeit angetreten hatte, führte er die Mannschaft in der Saison 1996/97 als Vierter und über Play-off-Siege gegen die walisischen Klubs Cardiff City sowie im Finale Swansea City in die dritte Liga und verpasste im Jahr darauf den direkten Durchmarsch in die Zweitklassigkeit nur knapp aufgrund einer Playoff-Endspielniederlage gegen Grimsby Town. Der sportliche Aufwärtstrend war dabei überraschend, da Northampton Town zu dieser Zeit ein Insolvenzverfahren durchlief und damit der finanzielle Spielraum für Atkins sehr eng war. Und so war dieser Trend auch nicht nachhaltig, was der Abstieg in der Spielzeit 1998/99 unter Beweis stellte. Nach einem enttäuschenden Start in die folgende Saison 1999/2000 und Unstimmigkeiten mit der Vereinsführung hinsichtlich der künftigen Ausrichtung trennte man sich schließlich „in beiderseitigem Einvernehmen“.
Im Januar 2000 zog es Atkins zum Viertligisten und Abstiegskandidaten Chester City und obwohl es Atkins gelang, den Abstand zu den Nichtsabstiegsplätzen zu verringern, fiel der Dreikampf mit Shrewsbury Town und Carlisle United am letzten Spieltag zu Ungunsten von Chester aus. Bereits im Juli 2000 heuerte er dann beim ehemaligen Mitkonkurrenten aus Carlisle an und erneut unter schwierigen wirtschaftlichen Bedingungen und mit einem minimalen Budget ausgestattet erfüllte er trotz eines schwachen Starts dank einer deutlichen Steigerung speziell ab Januar 2001 das Klassenerhaltsziel. Dennoch verließ er auch nun den Klub bereits wieder vorzeitig, was besonders an Problemen „außerhalb des Platzes“ und Unsicherheiten hinsichtlich der Eigentümerverhältnisse lag. Im Juli 2001 wurde Atkins Assistent von Alan Cork bei Cardiff City, musste aber bereits im Oktober 2001 seinen Stuhl schon wieder räumen – zur Überraschung von Aktins selbst und mit der schlichten Begründung hinsichtlich der Vereinsführung, dass die Zusammenarbeit für Cork „nicht funktioniert habe“.
Kurz darauf nahm Atkins eine Stelle als Sportdirektor beim Viertligisten Oxford United an und bereits im November 2001 folgte er Mark Wright als Cheftrainer nach. In etwas mehr als zwei Jahren formte Wright aus einer Mannschaft, die in der Saison 2001/02 nur den 21. Rang belegte, einen ernsthaften Aufstiegskandidaten, dem jedoch in der Spielzeit 2002/03 nach langem Aufenthalt auf den direkten Aufstiegsplätzen am Ende die Puste ausging und mit dem achten Abschlusstabellenrang sogar weit fernab der Play-off-Plätze landete. Dessen ungeachtet nahm Atkins mit dem Team in der Saison 2003/04 einen neuen, vielversprechenden Versuch und setzte sich an die Tabellenspitze, bevor er im März 2004 zum Ärger seines Arbeitgebers den bevorstehenden Wechsel zu den Bristol Rovers im Sommer ankündigte und deshalb kurz darauf die Kündigung erhielt.
Etwas mehr als ein Jahr verbrachte Atkins bei den Rovers und obwohl seine Mannschaft in der Saison 2004/05 nur zwölf Niederlagen in 46 Ligaspielen einfuhr, sorgten gleich 21 Remis für einen etwas enttäuschenden Tabellenplatz im Mittelfeld der vierten Liga. Als dann auch die folgende Spielzeit 2005/06 schleppend begann und Atkins dazu zwischen die Fronten einer gespaltenen Vereinsführung geriet, endete sein Engagement im September 2005. Im April 2006 kehrte er als Trainer von Torquay United zurück, nachdem er im Monat zuvor lediglich als sportlicher Berater seines Vorgängers John Cornforth angestellt worden war. Erneut war der Klassenerhalt das Ziel und als er dieses trotz der negativen Vorzeichen erreichte und dabei am letzten Spieltag die Abstiegszone verließ, wurde sein Vertrag zu Beginn der folgenden Saison 2006/07 verlängert. Erneut schneller als erwartet verließ Atkins Torquay dann bereits Ende November 2006. Schuld daran war die Verpflichtung des ehemaligen tschechischen Nationalspielers Luboš Kubík, der als enger Freund des Präsidenten Chris Roberts galt. Kubík sollte neuer Cheftrainer werden und Atkins stattdessen die Rolle des Sportdirektors bekleiden, was Letzterer jedoch ablehnte.
Atkins verließ daraufhin das „Trainerkarussell“ und orientierte sich mit seiner folgenden Tätigkeit als Scout für den AFC Sunderland neu.